# Rust Never Sleeps
Rust Never Sleeps (с англ. — «Ржавчина не дремлет») — концертный альбом канадского автора-исполнителя Нила Янга и его группы Crazy Horse, вышедший в 1979 году.

## Об альбоме
Большая часть альбома была записана вживую в Сан-Франциско во время тура Нила Янга, и в дальнейшем обработана в студии. Шум зрительного зала был удален, хотя его и можно четко услышать в определенных моментах альбома, как правило, в начале и конце песен. Rust Never Sleeps разделен на акустическую и электрическую часть. Открывает и закрывает альбом две версии песни «Hey Hey, My My». Позже Янг выпустил концертный альбом Live Rust, в который вошли помимо композиций из Rust Never Sleeps классические номера музыканта (такие как «Cinnamon Girl»).
В современном обзоре для The Village Voice, музыкальный критик Роберт Кристгау назвал Rust Never Sleeps лучшим альбомом Янга. Он также назвал его 9-м лучшим альбомом 70-х годов. Rust Never Sleeps оказался на втором месте лучших альбомов 1979 года в результате опроса Pazz & Jop журнала The Village Voice. Журнал Rolling Stone признал его лучшим альбомом 1979 года.

## Список композиций
Слова и музыка всех песен — написана Нилом Янгом.
| №  | Название                           | Автор(ы)            | Длительность |
| -- | ---------------------------------- | ------------------- | ------------ |
| 1. | «My My, Hey Hey (Out of the Blue)» | Янг, Джефф Блэкберн | 3:45         |
| 2. | «Thrasher»                         |                     | 5:38         |
| 3. | «Ride My Llama»                    |                     | 2:29         |
| 4. | «Pocahontas»                       |                     | 3:22         |
| 5. | «Sail Away»                        |                     | 3:46         |

| №  | Название                          | Автор(ы)      | Длительность |
| -- | --------------------------------- | ------------- | ------------ |
| 1. | «Powderfinger»                    |               | 5:30         |
| 2. | «Welfare Mothers»                 |               | 3:48         |
| 3. | «Sedan Delivery»                  |               | 4:40         |
| 4. | «Hey Hey, My My (Into the Black)» | Янг, Блэкберн | 5:18         |

## Участники записи
- Нил Янг — гитара, губная гармоника, вокал
- Фрэнк «Панчо» Сампедро — гитара, бэк-вокал
- Билли Талбот — бас-гитара, бэк-вокал
- Ральф Молина — ударные, бэк-вокал
- Николетт Ларсон — вокал «Sail Away»
- Карл Т. Химмел — ударные на «Sail Away»
- Джо Осборн — бас-гитара на «Sail Away»

## Позиции в чартах
| Чарт (1979)              | Наивысшая позиция |
| ------------------------ | ----------------- |
| Billboard 200            | 8                 |
| Dutch Album Top 100      | 19                |
| Italian Albums Chart     | 12                |
| New Zealand Albums Chart | 7                 |
| Swedish Albums Chart     | 9                 |
| UK Albums Chart          | 13                |

## Сертификации
| Страна         | Провайдер | Статус     |
| -------------- | --------- | ---------- |
| США            | RIAA      | Платиновый |
| Великобритания | BPI       | Серебряный |